# Fred Etcher
Frederick Keith "Fred" Etcher, född 23 augusti 1932 i Oshawa i Ontario, död 25 november 2011 i London, var en kanadensisk ishockeyspelare.
Etcher blev olympisk silvermedaljör i ishockey vid vinterspelen 1960 i Squaw Valley.